# Lycée Sainte-Pulchérie
 (juillet 2013).
Le lycée Sainte-Pulchérie est un établissement d'éducation secondaire francophone situé à Istanbul, en Turquie. 
Cet établissement porte le nom de Pulchérie (399-453), impératrice d’Orient, tutrice de Théodose II, sainte orthodoxe et catholique. 

## Historique
L'école Sainte-Pulchérie fut créée en 1846 par les sœurs françaises de la Congrégation Filles de la Charité. La première mère supérieure fut Sœur Thérèse de Merlis. Devenue une des écoles de filles les plus prestigieuses de la ville, l'établissement changea plusieurs fois d'adresse pour s'agrandir. L'école abritait plus de 500 élèves au début du siècle.
Comme toutes les autres écoles catholiques françaises du pays, Sainte-Pulchérie a dû fermer ses portes en raison de la Première Guerre mondiale. Les sœurs expulsées au début de la guerre revinrent à Istanbul en 1919 et voulurent inaugurer de nouveau le collège. Comme le bâtiment, abandonné en 1914 à la suite de la réquisition des biens français par le gouvernement turc, était dans un état pitoyable, les sœurs s'installèrent dans le bâtiment actuel, jadis un collège de garçons géré par des pères Jésuites italiens et construit en 1890. Le bâtiment avait été acheté par les Lazaristes pour y installer une succursale de leur lycée. Les locaux furent confiés aux Filles de la Charité pour leur permettre de continuer leur œuvre d'éducation. Le collège ouvrit ses portes avec 630 élèves. 
Le collège Sainte-Pulchérie fut reconnu comme une école "étrangère" sous la protection de l’ambassade de France grâce aux échanges de lettres lors de la conférence de paix de Lausanne en 1923 et put ainsi survivre sous le nouveau régime. On compte 740 élèves en 1927, admises sur concours après l'école primaire et accueillies pour une durée de cinq ans, deux années de préparatoires linguistiques et trois années de collège. Les diplômées du collège avaient le droit de s'inscrire aux lycées français de la ville sans concours.

## La situation actuelle
Le lycée Sainte-Pulchérie est considéré comme l'un des dix meilleurs établissements d'enseignement secondaire en Turquie[réf. nécessaire]. 
Comme les autres lycées francophones de Turquie, le lycée Sainte-Pulchérie dispose d'un contingent au sein de la seule université francophone du pays, l'Université Galatasaray.
Le lycée est mixte et scolarise près de 460 élèves.
Une transformation majeure survint en 1997 quand la nouvelle loi portant l'éducation primaire à huit ans continus, au lieu de cinq ans préalablement, obligea les écoles étrangères à fermer leurs sections de collège. 
Comme Sainte-Pulchérie n'avait pas de section lycée, elle risqua de fermer définitivement. Le gouvernement turc autorisa l'ouverture des classes de lycée à partir de l'année 2000 ce qui sauva l'institution. À cette occasion, Sainte-Pulchérie devint un lycée mixte.
Les élèves sont admis à la suite d'un concours national à la fin de leur éducation primaire. La durée de la scolarité est de cinq ans, une année de préparatoire et quatre années de lycée. 
En 2012, il reçoit le label LabelFrancÉducation.